# Giōrgos Giakoumakīs
Giōrgos Giakoumakīs (in greco Γιώργος Γιακουμάκης?; Candia, 9 dicembre 1994) è un calciatore greco, attaccante del PAOK, in prestito dal Cruz Azul, e della nazionale greca.

## Carriera

### Club
Di famiglia gitana, è cresciuto sulla sua isola nell'Atsalenios e nel Platanias dove a 20 anni firma la sua prima rete nella massima serie greca. Fa la sua miglior stagione nel 2016-17, con 11 centri (uno anche al Panathīnaïkos e uno all'Olympiacos), che coincide col top del club nella storia, 7º posto. Passa all'AEK Atene, ma in 2 anni e mezzo (passa pure dall'OFI Creta) mette insieme appena 3 gol in campionato e 3 in coppa. Viene poi mandato in prestito in Polonia al Górnik Zabrze per 3 mesi, dove con 3 gol aiuta i Górnicy, i minatori, a salvarsi.
Nell'estate del 2020 per 600.000 euro viene venduto al VVV-Venlo con cui si mette in mostra segnando 26 gol (su 43 totale del suo club, il 60 percento sono suoi gol) in 30 partite (con due poker e una tripletta) laureandosi capocannoniere della Eredivisie, nonostante la retrocessione della sua squadra.

### Nazionale
Ha giocato nella nazionale greca Under-21.
Con la nazionale maggiore greca allenata dal CT olandese John van 't Schip, segna al debutto nell'amichevole contro Cipro dell'11 novembre 2020.

## Statistiche

### Presenze e reti nei club
Statistiche aggiornate al 31 luglio 2022.
| Stagione         | Squadra          | Campionato       | Campionato | Campionato | Coppe nazionali | Coppe nazionali | Coppe nazionali | Coppe continentali | Coppe continentali | Coppe continentali | Altre coppe | Altre coppe | Altre coppe | Totale | Totale | Totale |
| Stagione         | Squadra          | Comp             | Pres       | Reti       | Comp            | Pres            | Reti            | Comp               | Pres               | Reti               | Comp        | Pres        | Reti        | Pres   | Reti   |        |
| ---------------- | ---------------- | ---------------- | ---------- | ---------- | --------------- | --------------- | --------------- | ------------------ | ------------------ | ------------------ | ----------- | ----------- | ----------- | ------ | ------ | ------ |
| 2012-2013        | Platanias        | SL               | 9          | 0          | CG              | 3               | 0               |                    | -                  | -                  |             | -           | -           | 12     | 0      |        |
| 2013-gen. 2014   | Platanias        | SL               | 5          | 0          | CG              | 0               | 0               |                    | -                  | -                  |             | -           | -           | 5      | 0      |        |
| gen.-giu. 2014   | Episkopī         | FL               | 11         | 2          | -               | -               | -               |                    | -                  | -                  |             | -           | -           | 11     | 2      |        |
| 2014-2015        | Platanias        | SL               | 9          | 1          | CG              | 1               | 0               |                    | -                  | -                  |             | -           | -           | 10     | 1      |        |
| 2015-2016        | Platanias        | SL               | 10         | 2          | CG              | 0               | 0               |                    | -                  | -                  |             | -           | -           | 10     | 2      |        |
| 2016-2017        | Platanias        | SL               | 26         | 11         | CG              | 4               | 1               |                    | -                  | -                  |             | -           | -           | 30     | 12     |        |
| Totale Platanias | Totale Platanias | Totale Platanias | 59         | 14         |                 | 8               | 1               |                    | -                  | -                  |             | -           | -           | 67     | 15     |        |
| 2017-2018        | AEK Atene        | SL               | 11         | 1          | CG              | 6               | 1               | UCL+UEL            | 1+3                | 0                  |             | -           | -           | 21     | 2      |        |
| 2018-gen. 2019   | AEK Atene        | SL               | 6          | 0          | CG              | 2               | 1               | UCL                | 3                  | 0                  |             | -           | -           | 11     | 1      |        |
| gen.-giu. 2019   | OFI Creta        | SL               | 10+2       | 3          | CG              | 0               | 0               |                    | -                  | -                  |             | -           | -           | 12     | 3      |        |
| 2019-mar. 2020   | AEK Atene        | SL               | 13         | 0          | CG              | 1               | 0               | UEL                | 2                  | 0                  |             | -           | -           | 16     | 0      |        |
| Totale AEK Atene | Totale AEK Atene | Totale AEK Atene | 30         | 1          |                 | 9               | 2               |                    | 9                  | 0                  |             | -           | -           | 48     | 3      |        |
| mar.-giu. 2020   | Górnik Zabrze    | E                | 12         | 3          |                 | -               | -               |                    | -                  | -                  |             | -           | -           | 12     | 3      |        |
| 2020-2021        | VVV-Venlo        | E                | 30         | 26         | CO              | 3               | 3               |                    | -                  | -                  |             | -           | -           | 33     | 29     |        |
| 2021-2022        | Celtic           | SP               | 21         | 13         | SC+CdL          | 3+0             | 4+0             | UCL+UEL+UECL       | 0+3+2              | 0                  | -           | -           | -           | 29     | 17     |        |
| 2022-gen.2023    | Celtic           | SP               | 19         | 6          | SC+CdL          | 0+3             | 0+2             | UCL                | 6                  | 1                  | -           | -           | -           | 28     | 9      |        |
| Totale Celtic    | Totale Celtic    | Totale Celtic    | 40         | 19         |                 | 6               | 6               |                    | 11                 | 1                  |             | -           | -           | 57     | 26     |        |
| 2023             | Atlanta United   | MLS              | 27+3       | 17+2       | USOC            | 0               | 0               | -                  | -                  | -                  | LC          | 2           | 0           | 32     | 19     |        |
| Totale carriera  | Totale carriera  | Totale carriera  | 224        | 87         |                 | 26              | 12              |                    | 20                 | 1                  |             | 2           | 0           | 272    | 100    |        |

### Cronologia presenze e reti in nazionale
| Cronologia completa delle presenze e delle reti in nazionale ― Grecia | Cronologia completa delle presenze e delle reti in nazionale ― Grecia | Cronologia completa delle presenze e delle reti in nazionale ― Grecia | Cronologia completa delle presenze e delle reti in nazionale ― Grecia | Cronologia completa delle presenze e delle reti in nazionale ― Grecia | Cronologia completa delle presenze e delle reti in nazionale ― Grecia | Cronologia completa delle presenze e delle reti in nazionale ― Grecia | Cronologia completa delle presenze e delle reti in nazionale ― Grecia |
| Data                                                                  | Città                                                                 | In casa                                                               | Risultato                                                             | Ospiti                                                                | Competizione                                                          | Reti                                                                  | Note                                                                  |
| --------------------------------------------------------------------- | --------------------------------------------------------------------- | --------------------------------------------------------------------- | --------------------------------------------------------------------- | --------------------------------------------------------------------- | --------------------------------------------------------------------- | --------------------------------------------------------------------- | --------------------------------------------------------------------- |
| 11-11-2020                                                            | Atene                                                                 | Grecia                                                                | 2 – 1                                                                 | Cipro                                                                 | Amichevole                                                            | 1                                                                     |                                                                       |
| 15-11-2020                                                            | Chișinău                                                              | Moldavia                                                              | 0 – 2                                                                 | Grecia                                                                | UEFA Nations League 2020-2021 - 1º turno                              | -                                                                     | 78’                                                                   |
| 18-11-2020                                                            | Atene                                                                 | Grecia                                                                | 0 – 0                                                                 | Slovenia                                                              | UEFA Nations League 2020-2021 - 1º turno                              | -                                                                     | 45’                                                                   |
| 25-3-2021                                                             | Granada                                                               | Spagna                                                                | 1 – 1                                                                 | Grecia                                                                | Qual. Mondiali 2022                                                   | -                                                                     | 78’ 83’                                                               |
| 28-3-2021                                                             | Salonicco                                                             | Grecia                                                                | 2 – 1                                                                 | Honduras                                                              | Amichevole                                                            | -                                                                     | 45’                                                                   |
| 31-3-2021                                                             | Salonicco                                                             | Grecia                                                                | 1 – 1                                                                 | Georgia                                                               | Qual. Mondiali 2022                                                   | -                                                                     | 71’                                                                   |
| 25-3-2022                                                             | Bucarest                                                              | Romania                                                               | 0 – 1                                                                 | Grecia                                                                | Amichevole                                                            | -                                                                     | 72’                                                                   |
| 28-3-2022                                                             | Podgorica                                                             | Montenegro                                                            | 1 – 0                                                                 | Grecia                                                                | Amichevole                                                            | -                                                                     | 61’                                                                   |
| 2-6-2022                                                              | Belfast                                                               | Irlanda del Nord                                                      | 0 – 1                                                                 | Grecia                                                                | UEFA Nations League 2022-2023 - 1º turno                              | -                                                                     | 69’                                                                   |
| 5-6-2022                                                              | Pristina                                                              | Kosovo                                                                | 0 – 1                                                                 | Grecia                                                                | UEFA Nations League 2022-2023 - 1º turno                              | -                                                                     | 29’ 57’                                                               |
| 12-6-2022                                                             | Volo                                                                  | Grecia                                                                | 2 – 0                                                                 | Kosovo                                                                | UEFA Nations League 2022-2023 - 1º turno                              | 1                                                                     | 58’                                                                   |
| 24-3-2023                                                             | Faro                                                                  | Gibilterra                                                            | 0 – 3                                                                 | Grecia                                                                | Qual. Euro 2024                                                       | -                                                                     | 62’                                                                   |
| 27-3-2023                                                             | Atene                                                                 | Grecia                                                                | 0 – 0                                                                 | Lituania                                                              | Amichevole                                                            | -                                                                     | 69’                                                                   |
| 16-6-2023                                                             | Atene                                                                 | Grecia                                                                | 2 – 1                                                                 | Irlanda                                                               | Qual. Euro 2024                                                       | -                                                                     | 71’                                                                   |
| 19-6-2023                                                             | Saint-Denis                                                           | Francia                                                               | 1 – 0                                                                 | Grecia                                                                | Qual. Euro 2024                                                       | -                                                                     | 66’                                                                   |
| 7-9-2023                                                              | Eindhoven                                                             | Paesi Bassi                                                           | 3 – 0                                                                 | Grecia                                                                | Qual. Euro 2024                                                       | -                                                                     | 73’                                                                   |
| 10-9-2023                                                             | Atene                                                                 | Grecia                                                                | 5 – 0                                                                 | Gibilterra                                                            | Qual. Euro 2024                                                       | -                                                                     | 78’                                                                   |
| 13-10-2023                                                            | Dublino                                                               | Irlanda                                                               | 0 – 2                                                                 | Grecia                                                                | Qual. Euro 2024                                                       | 1                                                                     | 70’                                                                   |
| 16-10-2023                                                            | Atene                                                                 | Grecia                                                                | 0 – 1                                                                 | Paesi Bassi                                                           | Qual. Euro 2024                                                       | -                                                                     | 77’                                                                   |
| 17-11-2023                                                            | Atene                                                                 | Grecia                                                                | 2 – 0                                                                 | Nuova Zelanda                                                         | Amichevole                                                            | 1                                                                     | 57’                                                                   |
| 21-3-2024                                                             | Atene                                                                 | Grecia                                                                | 5 – 0                                                                 | Kazakistan                                                            | Qual. Euro 2024                                                       | -                                                                     | 64’                                                                   |
| 26-3-2024                                                             | Tbilisi                                                               | Georgia                                                               | 0 – 0 dts (4 – 2 dtr)                                                 | Grecia                                                                | Qual. Euro 2024                                                       | -                                                                     | 91’                                                                   |
| Totale                                                                |                                                                       | Presenze                                                              | 22                                                                    |                                                                       | Reti                                                                  | 4                                                                     |                                                                       |

| Cronologia completa delle presenze e delle reti in nazionale ― Grecia under 21 | Cronologia completa delle presenze e delle reti in nazionale ― Grecia under 21 | Cronologia completa delle presenze e delle reti in nazionale ― Grecia under 21 | Cronologia completa delle presenze e delle reti in nazionale ― Grecia under 21 | Cronologia completa delle presenze e delle reti in nazionale ― Grecia under 21 | Cronologia completa delle presenze e delle reti in nazionale ― Grecia under 21 | Cronologia completa delle presenze e delle reti in nazionale ― Grecia under 21 | Cronologia completa delle presenze e delle reti in nazionale ― Grecia under 21 |
| Data                                                                           | Città                                                                          | In casa                                                                        | Risultato                                                                      | Ospiti                                                                         | Competizione                                                                   | Reti                                                                           | Note                                                                           |
| ------------------------------------------------------------------------------ | ------------------------------------------------------------------------------ | ------------------------------------------------------------------------------ | ------------------------------------------------------------------------------ | ------------------------------------------------------------------------------ | ------------------------------------------------------------------------------ | ------------------------------------------------------------------------------ | ------------------------------------------------------------------------------ |
| 30-3-2015                                                                      | Atene                                                                          | Grecia under 21                                                                | 2 – 0                                                                          | Croazia under 21                                                               | Amichevole                                                                     | 1                                                                              | 67’                                                                            |
| 2-6-2015                                                                       | Kiev                                                                           | Slovenia under 21                                                              | 2 – 0                                                                          | Grecia under 21                                                                | Amichevole                                                                     | 1                                                                              | 60’                                                                            |
| 3-6-2015                                                                       | Kiev                                                                           | Moldavia under 21                                                              | 2 – 0                                                                          | Grecia under 21                                                                | Amichevole                                                                     | 1                                                                              | 73’                                                                            |
| Totale                                                                         |                                                                                | Presenze                                                                       | 3                                                                              |                                                                                | Reti                                                                           | 3                                                                              |                                                                                |

## Palmarès

### Club

#### Competizioni nazionali
- Campionato greco: 1

AEK Atene: 2017-2018
- Coppa di Lega scozzese: 1

Celtic: 2021-2022
- Campionato scozzese: 1

Celtic: 2021-2022

#### Competizioni internazionali
- CONCACAF Champions' Cup: 1

Cruz Azul: 2025

### Individuale
- Capocannoniere della Eredivisie: 1

2020-2021 (26 gol)
- Capocannoniere del Campionato scozzese: 1

2021-2022 (13 gol)
- MLS Best XI: 1

2023